# Divízió II 2010
La Divízió II 2010 è la 4ª edizione del campionato di football americano di secondo livello, organizzato dalla MAFL.

## Squadre partecipanti
| Club                | Città          | Stadio | Sponsor ufficiale | Risultato nella stagione 2009 |
| ------------------- | -------------- | ------ | ----------------- | ----------------------------- |
| Békéscsaba Raptors  | Békéscsaba     |        |                   |                               |
| Budapest Cowboys 2  | Budapest       |        |                   |                               |
| Budapest Eagles     | Budapest       |        |                   |                               |
| Budapest Wolves 2   | Budapest       |        |                   |                               |
| Fehérvár Enthroners | Székesfehérvár |        |                   |                               |
| Miskolc Steelers    | Miskolc        |        |                   |                               |
| Tata Mustangs       | Tata           |        |                   |                               |

## Stagione regolare

### Calendario

#### 1ª giornata
| 3 aprile 2010 | Tata Mustangs | 36 – 21 | Budapest Cowboys 2 |  |

| 4 aprile 2010 | Miskolc Steelers | 27 – 0 | Békéscsaba Raptors |  |

#### 2ª giornata
| 11 aprile 2010 | Budapest Wolves 2 | 6 – 34 | Budapest Eagles |  |

#### 3ª giornata
| 17 aprile 2010 | Fehérvár Enthroners | 19 – 21 | Miskolc Steelers |  |

| 18 aprile 2010 | Budapest Cowboys 2 | 25 – 22 | Budapest Wolves 2 |  |

#### 4ª giornata
| 24 aprile 2010 | Békéscsaba Raptors | 24 – 6 | Tata Mustangs |  |

#### 5ª giornata
| 1º maggio 2010 | Budapest Eagles | 6 – 19 | Fehérvár Enthroners |  |

| 2 maggio 2010 | Miskolc Steelers | 44 – 21 | Budapest Cowboys 2 |  |

#### 6ª giornata
| 8 maggio 2010 | Budapest Wolves 2 | 0 – 22 | Tata Mustangs |  |

#### 7ª giornata
| 16 maggio 2010 | Budapest Cowboys 2 | 13 – 27 | Budapest Eagles |  |

| 16 maggio 2010 | Békéscsaba Raptors | 7 – 0 | Fehérvár Enthroners |  |

#### 8ª giornata
| 22 maggio 2010 | Tata Mustangs | 0 – 34 | Miskolc Steelers |  |

#### 9ª giornata
| 29 maggio 2010 | Budapest Eagles | 19 – 28 | Miskolc Steelers |  |

| 30 maggio 2010 | Békéscsaba Raptors | 38 – 14 | Budapest Wolves 2 |  |

#### 10ª giornata
| 5 giugno 2010 | Fehérvár Enthroners | 38 – 0 | Tata Mustangs |  |

#### 11ª giornata
| 12 giugno 2010 | Budapest Cowboys 2 | 6 – 24 | Békéscsaba Raptors |  |

| 13 giugno 2010 | Miskolc Steelers | 52 – 0 | Budapest Wolves 2 |  |

#### 12ª giornata
| 19 giugno 2010 | Tata Mustangs | 15 – 6 | Budapest Eagles |  |

| 20 giugno 2010 | Fehérvár Enthroners | 42 – 0 | Budapest Cowboys 2 |  |

#### 13ª giornata
| 26 giugno 2010 | Budapest Eagles | 13 – 10 | Békéscsaba Raptors |  |

| 27 giugno 2010 | Budapest Wolves 2 | 0 – 52 | Fehérvár Enthroners |  |

### Classifica
La classifica della regular season è la seguente:
- PCT = percentuale di vittorie, G = partite giocate, V = partite vinte,  P = partite perse, PF = punti fatti, PS = punti subiti

| Pos. | Squadra             | PCT   | G | V | N | P | PF  | PS  |
| ---- | ------------------- | ----- | - | - | - | - | --- | --- |
| 1    | Miskolc Steelers    | 1.000 | 6 | 6 | 0 | 0 | 206 | 59  |
| 2    | Békéscsaba Raptors  | .667  | 6 | 4 | 0 | 2 | 103 | 66  |
| 3    | Fehérvár Enthroners | .667  | 6 | 4 | 0 | 2 | 170 | 34  |
| 4    | Tata Mustangs       | .500  | 6 | 3 | 0 | 3 | 79  | 123 |
| 5    | Budapest Eagles     | .500  | 6 | 3 | 0 | 3 | 105 | 91  |
| 6    | Budapest Cowboys 2  | .167  | 6 | 1 | 0 | 5 | 86  | 195 |
| 7    | Budapest Wolves 2   | .000  | 6 | 0 | 0 | 6 | 31  | 215 |

## Verdetti
- Miskolc Steelers Vincitori della Divízió II 2010